# Erving Goffman
Erving Goffman (Mannville, 11. lipnja 1922. – Philadelphia, 19. studenog 1982.) bio je američki sociolog, jedan od predstavnika simboličkog interakcionizma.

## Životopis
Goffman se rodio u Kanadi 1922., studirao na Sveučilištu u Torontu gdje se upoznao s antropologijom, dok je na Sveučilištu u Chicagu završio i doktorirao sociologiju. Određeni autori tvrde da je Goffmanovo zanimanje za socijalnu antropologiju odredilo ga za rad u simboličkom interakcionizmu odnosno za formuliranje njegovog dramaturškog pristupa. Kao sveučilišni profesor predavao na sveučilštima u Berkleyju te Philadelphiji dok je svoju slavu imao tek pred kraj života kada je najviše pisao, a u godini smrti bio je izabran za predsjednika Američkog sociološkog udruženja.

## Znanstveni rad
Osnovna Goffmanova ideja je da pri interakciji ljudi izvode predstavu, s namjerom kako bi prikazali dojmove koje drugi ljudi primaju te na taj način ljudi igraju uloge slično kao u kazalištu. Na taj način se ljudi predstavljaju kako bi došli do nekoga cilja jer se na taj način pridonosi definiranju situacije i stvaranju određenih očekivanja.:55
Goffman osobu shvaća kao rezultat interakcije između publike i pozornice. Stoga on uvodi pojam Prednji plan koji se sastoji od pozornice i osobnog plana. za njega je pozornica predstavlja scenu gdje pojedinci igraju tu predstavu, dok bi se osobni plan mogao analogno povezati s kazališnim rekvizitima. Gofmann ide dalje pa dijeli osobni plan na izgled i način, gdje je izgled kostimografija koju pojedinci nose na izvedbama, a način jednostavno govori koju ulogu pojedinac igra u pojedinom trenutku. Sljedeći termin koji Goffman preuzima iz dramaturgije je mistifikacija gdje pojedinci tijekom izvedbe pokušavaju stvoriti osjećaj poštovanja, a da pritom publika ne propitkuje kvalitetu predstave. Tim je za Goffmana bilo koja grupa pojedinca koja kooperira određenu aktivnost te ona postaje predstava. Goffman uočava da se unutar interakcije javlja i zadnji plan koji je blizu prednjem planu, ali je odvojen od njega te izvođači očekuju da nitko od publike neće doću u zadnji plan.:196-199
Goffman se zanimao i za procijep koji nastaje između glume (virtualni socijalni identitet) i stvarnog života (aktualni socijalni identitet), a koji je on nazvao stigma. Svaki pojedinac koji osjeća procjep je stigmatiziran, a Goffman stigmu dijeli na dvije vrste:200-201 :
- Diskreditirajuća stigma omogućava pretpostavku da pojedinac pretpostavlja da je razlika između glume i neglume poznata publici
- Diskretna stigma ostaje nepoznata publici ili se ne opaža na prvi pogled

## Popis djela[2]:116
- The presentation of Self in Everyday Life, 1959.
- Encounters, 1961.
- Asylums, 1961
- Behavior in Public Places, 1963.
- Stigma, 1964.
- Interaction Rituals, 1967
- Relations in Public, 1971.
- Frame Analysis, 1974.
- Gender Advertisments, 1979.